# Fetges
Fetges  est un hameau de la commune de Sauto, dans les Pyrénées-Orientales qui a été érigé en commune entre 1790 et 1794.

## Toponymie
Le nom Fetges, identique en français et en catalan, prend son origine dans le mot latin Fascia, qui désigne une bande de terre. Il a donné le mot catalan Feixa (pluriel : Feixes) qui désigne un terrain cultivé en terrasses sur les flancs escarpés d'une montagne, ce qui est le cas de ce hameau, puis par déformation de prononciation [fèd-jeuss] et  pour la restituer la graphie approximative Fetges.

## Géographie
Fetges se situe dans la partie orientale du massif des Pyrénées, à proximité de la forteresse de Mont-Louis (Pyrénées-Orientales), sur la commune de Sauto. À plus de 1 500 m d'altitude, le village borde la route nationale 116 et surplombe le fleuve Têt, dans la région naturelle et historique du Conflent.

## Culture locale et patrimoine
Une tour à signaux est mentionnée au moyen âge, à partir du XIe siècle. Cette tour n'existe plus aujourd'hui.